# Charles Manners-Sutton (1er vicomte Canterbury)
Charles Manners-Sutton, 1er vicomte Canterbury, né le 29 janvier 1780 et mort le 21 juillet 1845, est un homme politique britannique.

## Biographie
Issu d'un milieu très aisé, il est le fils du révérend Charles Manners-Sutton, archevêque de Cantorbéry de 1805 à 1828. Éduqué au prestigieux collège d'Eton, il étudie au Trinity College de l'université de Cambridge et est appelé au barreau à Lincoln's Inn en 1806. C'est avec l'appui de son parent John Manners, 5e duc de Rutland, qu'il entre en politique. Sous l'étiquette tory, il est élu député de Scarborough aux élections législatives de 1806, qui voient la victoire écrasante du Parti whig et la continuation du gouvernement de Lord Grenville. Charles Manners-Sutton soutient fortement l'abolition du commerce des esclaves, actée par le Parlement en 1807, mais s'oppose à la plupart des autres mesures du gouvernement whig, et est notamment hostile à l'émancipation des catholiques.
En novembre 1809 il est nommé Juge-avocat général par le nouveau Premier ministre tory Spencer Perceval - c'est-à-dire qu'il est responsable des procédures de cour martiale internes aux Forces armées britanniques. À cette occasion il est fait membre du Conseil privé. Il conserve cette fonction jusqu'en 1817, tout en demeurant député de Scarborough. Dans le cadre de la loi de 1811 relative au crime de mutinerie, il fait adopter une clause permettant aux soldats coupables de choisir une peine d'incarcération plutôt que d'être fouettés. Dans le même temps toutefois, il rejette l'idée de permettre la liberté de culte pour les soldats de confession catholique. En 1812, puis à nouveau en 1813 et en 1815, il s'oppose à ce que la peine de flagellation (flogging, en anglais) soit abrogée totalement dans les forces armées, tout en se disant satisfait qu'elle soit moins employée qu'auparavant.
En 1817 il est le candidat proposé par le gouvernement de Lord Liverpool pour la présidence de la Chambre des communes. Il vote lui-même pour son adversaire Charles Williams Wynn, mais est élu avec les voix de 312 députés, contre 150 pour ce dernier. Si son élection suscite des questions quant à son manque d'expérience en matière de règles et de procédures de la Chambre, il s'appuie sur les conseils de son prédécesseur Charles Abbot et est bientôt apprécié par ses pairs, exerçant la fonction avec compétence et amabilité. Il se montre généralement impartial, mais prend la parole contre une proposition de loi de 1821 qui permettrait au catholiques de siéger au Parlement : il décrit cette perspective comme une menace envers la « sauvegarde de la Constitution ». Il en va de même en 1825. En 1828, Daniel O'Connell, militant pour l'émancipation des catholiques, est élu député du comté de Clare et refuse de prêter serment reconnaissant la suprématie du monarque en matière religieuse ; en application de la loi en vigueur, Charles Manners-Sutton lui interdit donc de siéger au Parlement. En avril 1829 la loi d'émancipation des catholiques est adoptée par le Parlement, permettant l'élection des catholiques.
En mars 1830, certaines clauses du projet de loi de réforme du système électoral et du Parlement sont refusées par la Chambre des communes. Le gouvernement whig du comte Grey obtient alors du roi Guillaume IV une dissolution du parlement et la tenue d'élections anticipées, pour que le projet puisse être adopté par une nouvelle majorité parlementaire avec l'assentiment des électeurs. Alors que le roi est en chemin pour dissoudre le parlement, Charles Manners-Sutton doit présider une séance « chaotique » à la Chambre des communes, où l'opposition tory est furieuse quant à cette dissolution. L'allocution « apoplectique » de Robert Peel contre le gouvernement est interrompue par l'entrée dans l'enceinte de la Chambre du Gentilhomme huissier de la verge noire, qui somme les députés de venir entendre le roi à la Chambre des lords. Charles Manners-Sutton lui-même, vexé de n'avoir pas reçu par avance le texte du discours du roi, a « le visage rouge et tremble de rage » alors qu'il accompagne ses pairs vers la Chambre des lords.
Les whigs obtiennent une large majorité des sièges aux élections de 1831, et la Chambre des communes adopte le projet de loi de réforme, qui prévoit notamment d'étendre le corps électoral à une large partie de la classe moyenne et aux nouvelles villes industrielles, ainsi que d'abolir les bourgs pourris. Il est rejeté par la Chambre des lords, puis adopté une seconde fois par la Chambre des communes. Craignant qu'il ne soit à nouveau rejeté par la Chambre des lords, le comte Grey demande au roi d'anoblir un grand nombre de personnes favorables à la réforme, afin de créer à la chambre haute une majorité favorable. Le roi refuse cette politisation de sa prérogative d'anoblissement, et le gouvernement whig démissionne en mai 1832. S'ensuivent les « Jours de Mai », une période d'émeutes et d'instabilité politique. Le duc de Wellington tente de former un gouvernement minoritaire tory ouvert à un processus de réforme et apte donc à être soutenu par certains whigs. Il échoue, et propose alors à Charles Manners-Sutton de tenter à son tour de former un gouvernement. Face à la possibilité de devenir Premier ministre, ce dernier hésite, et agace ainsi ses partisans potentiels parmi les conservateurs. N'ayant pas les soutiens nécessaires, il renonce. Le roi doit confier à nouveau au comte Grey la direction du gouvernement et cède à la volonté de celui-ci de nommer de nombreux nouveaux membres whig à la Chambre des lords. Cette nécessité lui est toutefois épargnée lorsque les lords tories acceptent de s'abstenir sur le projet de loi de réforme, permettant ainsi son adoption.  
Le parlement de 1831 est dissout pour permettre l'élection d'un nouveau parlement sur la base du système électoral défini par la « Grande loi de réforme » (Great Reform Act). À ces élections législatives de 1832, Charles Manners-Sutton est élu député de l'université de Cambridge, puis élu par ses pairs députés pour un septième mandat à la présidence de la Chambre des communes. Il obtient 241 voix, contre 31 pour le candidat des radicaux, Edward Littleton. En août 1833 il est fait chevalier grand-croix de l'ordre du Bain. À l'entame du parlement 1835, il perd de peu la présidence face au candidat des whigs, James Abercromby. Il est alors anobli et fait vicomte Canterbury en mars. Désormais membre de la Chambre des lords, il y participe peu aux débats. Le 18 juillet 1845 il souffre d'un accident vasculaire cérébral à bord d'un train en direction de Londres ; il meurt trois jours plus tard.